# Vicky Lane
Vicky Lane, geboren als Grace Patricia Rose Coghlan, (Dublin, 23 april 1926 - Broward County, 1 augustus 1983) was een Amerikaanse filmactrice en zangeres.

## Carrière
Lane emigreerde vooreerst met haar familie naar Mexico en ten slotte naar de Verenigde Staten. In Hollywood kreeg ze rond 1942 haar eerste filmrollen als jeugdige. Ze werd bekend door haar rol als pilote in de horrorfilm The Jungle Captive (1945). Er volgden bijrollen in films als The Cisco Kid Returns (1945) en in latere jaren optredens in tv-series als Dad's Army.
Rond 1953 nam ze, begeleid door haar echtgenoot Pete Candoli, Jimmy Rowles, Joe Mondragon en Shelly Manne, meerdere songs op voor Sunset Records zoals 's Wonderful en I Ain't Got Nothin' But the Blues. Pete Candoli arrangeerde ook het songmateriaal voor haar enige album I Swing For You, dat ze in 1959 met het orkest van haar echtgenoot opnam voor Time Records. Daarop vertolkte ze songs in een aan jazz georiënteerde stijl als Love Isn't Born (It's Made), My Romance, The Song Is You en The Trolley Song.

## Privéleven en overlijden
Na een kort huwelijk met de filmacteur Tom Neal (1948 tot 1950) trouwde Lane in 1953 met de jazzmuzikant en orkestleider Pete Candoli, met wie ze een dochter had. In 1958 werd het huwelijk ontbonden. Lane verliet Hollywood in 1963 en woonde in Florida. Ze overleed in augustus 1983 op 77-jarige leeftijd.
- Catàleg d'autoritats de noms i títols de Catalunya: 981058513430606706
- Gemeinsame Normdatei: 1279977892
- International Standard Name Identifier: 0000 0004 4459 0604
- Library of Congress Control Number: no98046979
- MusicBrainz: 5c463323-f85c-48fb-b5eb-06a66b519855
- Bibliotheek van het Japanse parlement: 001282876
- Nationale Bibliotheek van Israël: 987007410107005171
- Virtual International Authority File: 26679710
- WorldCat: E39PBJcBVWrwbrPRRX8m3c4jG3